# Sue Montgomery
Sue Montgomery, née en 1958 à Brampton (Ontario), est une journaliste et femme politique montréalaise. Elle est la mairesse de l'arrondissement de Côte-des-Neiges–Notre-Dame-de-Grâce de 2017 à 2021.

## Biographie
Née en 1958 à Brampton (Ontario), elle est marquée par une fusillade qui se déroule à son école, l'école secondaire Centennial de Brampton, alors qu'elle est en 9e année.
Journaliste de profession, notamment à The Gazette, Sue Montgomery est récipiendaire du prix Judith-Jasmin de la Fédération professionnelle des journalistes du Québec en 2009. 
En 2015, elle se présente à l'investiture pour être la candidate du Nouveau parti démocratique dans Notre-Dame-de-Grâce—Westmount à l'élection d'octobre, mais elle perd contre James Hughes, lui-même défait aux élections par Marc Garneau.
Elle se tourne ensuite au niveau municipal où elle est élue mairesse de l'arrondissement de Côte-des-Neiges–Notre-Dame-de-Grâce à Montréal sous la bannière de Projet Montréal lors des élections municipales de novembre 2017. 
Le 24 janvier 2020, elle est expulsée de Projet Montréal pour ne pas avoir agi à la suite de deux cas de harcèlement dans son arrondissement. En donnant sa version des faits, elle affirme qu'elle a plutôt fait l'objet d'un coup d'État de la part de hauts fonctionnaires municipaux, qui ont cherché à l'exclure de la vie politique et à prendre contrôle illégalement de son arrondissement à partir du moment où elle a remis en doute les compétences de son directeur d'arrondissement. Elle siège ensuite comme indépendante avant d'être défaite aux élections par Gracia Kasoki Katahwa.
En 2023, elle obtient gain de cause dans sa poursuite contre la Ville de Montréal.